# Rio Comendii
O Rio Comendii é um rio da Romênia, afluente do Dobra, localizado no distrito de Sibiu.